# Petar Krstić
Petar Krstić (Belgrad /Serbia), 18 de febrer, 1877 - Idem. 21 de gener, 1957) va ser un compositor i director d'orquestra serbi conegut a tota Iugoslàvia.
Nascut a Belgrad, Krstić va estudiar amb el compositor austríac Robert Fuchs i el musicòleg bohemio-austríac Guido Adler a Viena. Va treballar com a director i pedagog a Belgrad, així com com a líder musical de la ràdio de Belgrad. Les seves òperes més famoses inclouen Zulumcar (1927) i Ženidba Jankovic Stojana (1948). És conegut sobretot per les seves obertures, música de cambra i obres de cor.